# Hydropsyche bidentata
Hydropsyche bidentata är en nattsländeart som beskrevs av Donald G. Denning 1948. Hydropsyche bidentata ingår i släktet Hydropsyche och familjen ryssjenattsländor. Inga underarter finns listade i Catalogue of Life.